# Master Levels for Doom II
Master Levels for Doom II is een uitbreidingspakket voor het videospel Doom II: Hell on Earth. Het werd in 1995 op de markt gebracht.